# Asi Tubi
Asi Tubi (in ebraico אסי טובי‎?; Tel Aviv, 27 gennaio 1972) è un ex calciatore israeliano, di ruolo attaccante.

## Palmarès

### Club
- Coppa d'Israele: 1

Hapoel Tel Aviv: 1998-1999
- Coppa Toto: 1

Macc. Petah Tiqwa: 1999-2000

### Individuale
- Capocannoniere del campionato israeliano: 1

1999-2000 (27 reti)